# Спиндејл (Северна Каролина)
Спиндејл (енгл. Spindale) град је у америчкој савезној држави Северна Каролина.

## Демографија
По попису из 2010. године број становника је 4.321, што је 299 (7,4%) становника више него 2000. године.
| Група             | 2000.         | 2010.         |
| Белци             | 2.901 (72,1%) | 2.895 (67,0%) |
| Афроамериканци    | 1.000 (24,9%) | 1.154 (26,7%) |
| Азијати           | 22 (0,5%)     | 32 (0,7%)     |
| Хиспаноамериканци | 58 (1,4%)     | 142 (3,3%)    |
| Укупно            | 4.022         | 4.321         |